# Setiferotheca nipponica
Setiferotheca nipponica är en svampart som beskrevs av Matsush. 1995. Setiferotheca nipponica ingår i släktet Setiferotheca och familjen Chaetomiaceae.   Inga underarter finns listade i Catalogue of Life.